# Wolfgang Fränkel
Wolfgang Fränkel (ur. 4 stycznia 1905 w Jabloncu nad Nysą, Czechy, zm. 29 listopada 2010 w Bad Liebenzell) – niemiecki prawnik.
Od marca do lipca 1962 sprawował funkcję prokuratora generalnego Federalnego Trybunału Sprawiedliwości. Ze względu na ujawnienie nazistowskiej przeszłości przeszedł na emeryturę. Richard Schmid, późniejszy prezydent Oberlandesgericht Stuttgart określił go „fanatykiem kary śmierci”.